# Usage des lettres grecques en sciences
Cet article présente les principaux usages des lettres grecques en sciences.
Sont surtout utilisées les lettres de l'alphabet grec qui ne peuvent pas être confondues avec une lettre de l'alphabet latin : toutes les minuscules à l'exception (sauf en astronomie) des lettres ι (iota), ο (omicron) et υ (upsilon), mais seulement une dizaine de majuscules, Γ (gamma), Δ (delta), Θ (thêta), Λ (lambda), Ξ (xi), Π (pi), Σ (sigma), Φ (phi), Ψ (psi) et Ω (oméga).
Les lettres grecques minuscules représentant une variable ou un paramètre sont notés en italique alors que celles représentant une constante universelle sont notées en caractères droits. Ainsi, la constante mathématique « pi » est notée π (caractère droit) alors que la parallaxe est notée π (italique). Les lettres grecques minuscules qui participent du nom d'un phénomène sont notées en caractères droits : radioactivité α.
Les lettres grecques majuscules sont toujours notées en caractères droits : ω mais Ω, par exemple.
La prononciation des caractères grecs qui ne serait pas indiqués dans cet article se trouve ici : 
Table des symboles littéraux en mathématiques#Alphabet grec.
Note : l'ensemble de l'article se base sur les ouvrages référencés dans la section bibliographie, en particulier les deux ouvrages Formulaire technique et Tables numériques et formulaires.

## En mathématiques
En mathématiques, les lettres grecques sont parfois utilisées pour nommer des nombres et pour désigner certaines fonctions ou constantes, ou encore certaines propriétés.

### Constantes, nombres
- α (alpha minuscule)
  - constante utilisée pour dénoter les constantes αk de Piltz (de), dans le cadre du problème des diviseurs (en) de Piltz.
  - deuxième constante de Feigenbaum ayant une valeur approximative 2,50290 78750 95892 82228 39028 73218 21578…
  - En finance de marché, l'alpha est un indicateur utilisé en finance pour mesurer le revenu d'un investissement par rapport à un indicateur de référence, qui est généralement le marché sur lequel l'investissement a été réalisé.
- β (béta minuscule)
  - β constante de Bernstein ayant la valeur approchée 0,2801 69499 0...
  - β* constante de Embree–Trefethen ayant une valeur approchée 0.70258
  - β en finance de marché, le bêta correspond au rapport entre la rentabilité d'un actif et celle du marché puisque la volatilité concerne les variations de cours qui sont un élément essentiel de rentabilité. Par exemple, si le bêta d'une action est de 0,8, son cours a varié en moyenne dans la période précédente de 0,8 % quand le marché variait de 1 %. Autrement dit c'est la sensibilité ou élasticité du cours du titre par rapport à l'indice boursier représentant le marché.
- γ (gamma minuscule) désigne la constante d'Euler-Mascheroni ayant une valeur approchée 0,57721 56649 01532 86060 65120 90082 40243…
- δ (delta minuscule)
  - première constante de Feigenbaum ayant une valeur approchée 4,66920 16091 02990 67185 32038 20466 20161…
  - Constante de Gauss-Kuzmin-Wirsing ayant une valeur approché 0,30366 30029…
  - constante de Conway ayant une valeur approchée 1,30357 729…
- ε (epsilon minuscule)
  - désigne souvent une constante positive qui peut être choisie arbitrairement petite (par exemple dans l'expression d'une fonction test lors d'une comparaison asymptotique). Voir aussi sous « Fonctions » ci-dessous.
  - il est l'unité imaginaire d'un nombre dual.
- θ (théta minuscule) constante de Mills ayant une valeur approchée 1,30637 78838 6308…
- λ (lambda minuscule) constante de Golomb-Dickman [3] ayant une valeur approchée 0,62432 99885
- Λ (lambda majuscule) constante de Glaisher-Kinkelin[4] ayant une valeur approchée 1,09868 58055…
- μ (mu minuscule) désigne la constante de Ramanujan-Soldner seul réel positif qui annule la fonction logarithme intégral ayant une valeur approchée 1,45136 92348 83381 05028 39684 85892 027…
- π (pi minuscule), simplement désigné sous le nom de « pi », est le rapport entre la circonférence et le diamètre d'un cercle (soit environ 3,141 592 653 6) ; c'est l'une des plus importantes constantes mathématiques ;
- σ (sigma minuscule) constante de Hafner–Sarnak–McCurley[5] ayant une valeur approchée 0,35323 63719…
- τ (tau minuscule) est parfois utilisée pour désigner le double de pi, soit 6,2831853071795...
- φ (phi minuscule) désigne le nombre d'or {\textstyle {\frac {1+{\sqrt {5}}}{2}}}.
- Ω (oméga majuscule) désigne également la constante oméga qui est une valeur particulière de la fonction W de Lambert.
- ω (oméga minuscule) est utilisée en théorie des ensembles pour noter des nombres ordinaux infinis. Par exemple ω ou ω0 désigne le premier nombre ordinal infini, et ω1 le premier ordinal indénombrable.

### Comparaison asymptotique
- Θ (thêta majuscule) est une des notations de la famille des notations dites de Landau, surtout utilisée en théorie de la complexité des algorithmes pour la comparaison asymptotique de deux fonctions, exprimant le fait qu'elles ont asymptotiquement le même comportement.
- κ et  λ (kappa et lambda minuscules) sont souvent utilisées pour désigner une paire d'exposants (en) (κ,λ) pour l'estimation de sommes exponentielles (« sommes de Weyl »).
- O (omicron majuscule) a été suggéré discrètement par Donald Knuth dans le titre d’un article de 1976[6] pour rebaptiser la notation « grand O » inventée en 1894 par Paul Bachmann et couramment utilisée en mathématiques (analyse, théorie analytique des nombres, théorie de la complexité des algorithmes) pour décrire une comparaison asymptotique entre deux fonctions : une fonction étudiée, et une fonction connue.
- Ω (oméga majuscule) est également utilisée pour la comparaison asymptotique, mais avec un sens différent selon qu'elle est utilisée en théorie analytique des nombres ou en théorie de la complexité des algorithmes.
- ω (oméga minuscule) est également utilisée pour la comparaison asymptotique, mais exclusivement en théorie de la complexité des algorithmes.

### Fonctions
- Β (bêta majuscule) désigne la fonction bêta étudiée par Euler et Legendre.
- Γ (gamma majuscule) représente la fonction Gamma d'Euler.
- δ (delta minuscule) désigne :
  - la fonction delta de Kronecker ;
  - la fonction delta de Dirac ;
  - une fonction qui tend vers zéro lorsque son argument tend vers une certaine valeur ou vers un infini.
  - Voir aussi l'article Notations delta en sciences.
- ε (epsilon minuscule) désigne une fonction qui tend vers zéro lorsque son argument tend vers une certaine valeur ou vers un infini (comme δ ci-dessus).
- ϝ (digamma minuscule) désigne parfois la fonction digamma (qu'on note plus fréquemment ψ).
- ζ (zêta minuscule) désigne la fonction zêta de Riemann.
- η (êta minuscule) désigne :
  - la fonction êta de Dirichlet ;
  - la fonction êta de Dedekind.
- θ (thêta minuscule), plutôt sous sa forme cursive ϑ, désigne la première fonction de Tchebychev.
- Λ (lambda majuscule) désigne la fonction de von Mangoldt.
- λ (lambda minuscule) désigne :
  - la fonction de Liouville ;
  - la fonction de Carmichael.
- μ (mu minuscule) désigne la fonction de Möbius.
- Ξ (ksi majuscule) désigne la fonction ξ originale de Riemann, rebaptisée ainsi (Ξ) par Landau.
- ξ (ksi minuscule) désigne :
  - la fonction xi de Riemann (définition de Riemann) ;
  - la fonction ksi de Riemann (définition de Landau).
- π (pi minuscule) désigne la fonction de compte des nombres premiers.
- Ρ (rho majuscule) désigne une des fonctions de Gegenbauer.
- ρ (rho minuscule) désigne :
  - une des fonctions de Gegenbauer ;
  - la fonction de Dickman-de Bruijn ;
  - un zéro complexe de la fonction zêta de Riemann.
- σ (sigma minuscule) désigne la fonction arithmétique somme des diviseurs.
- τ (tau minuscule) désigne :
  - la fonction « nombre de diviseurs » (notation de Landau), également notée d, et parfois σ0 ;
  - la fonction tau de Ramanujan.
- φ (phi minuscule) désigne l'indicatrice d'Euler.
- χ (chi minuscule) désigne un caractère de Dirichlet.
- Ψ (psi majuscule) désigne parfois la fonction digamma (qu'on note plus fréquemment avec la minuscule ψ).
- ψ (psi minuscule) désigne :
  - la seconde fonction de Tchebychev ;
  - la fonction digamma.
- Ω  (oméga majuscule) désigne la fonction arithmétique comptant le nombre total de facteurs premiers d'un entier positif.
- ω (oméga minuscule) désigne la fonction arithmétique comptant le nombre de facteurs premiers distincts d'un entier positif.

### Géométrie, coordonnées
- α, β, γ (alpha, bêta, gamma minuscules) sont souvent utilisées pour dénoter des angles.
- θ (thêta minuscule) est utilisée
  - également pour dénoter un angle : les coordonnées polaires d'un point sont souvent notées {r, θ} ou encore {ρ, θ}, les coordonnées sphériques d'un point {r (ou ρ), θ, φ} ;
  - pour dénoter l'argument d'un nombre complexe.
- ρ (rho minuscule) est utilisée :
  - pour la notation {ρ, θ} d'un point en coordonnées polaires (voir θ ci-dessus) ;
  - pour noter le module d'un nombre complexe ;
  - pour noter le rayon de courbure d'une courbe en un point.
- σ (sigma minuscule) est utilisée en théorie analytique des nombres pour désigner la coordonnée réelle d'un nombre complexe s, ou son abscisse. Et par exemple les abscisses d'holomorphie, de convergence simple, et de convergence absolue d'une série de Dirichlet sont notées {\textstyle {\sigma _{h},\sigma _{c},\sigma _{a}}}.
- τ (tau minuscule) est parfois utilisée pour désigner la coordonnée imaginaire d'un nombre complexe s=σ+iτ (à la place de la notation s=σ+it, plus traditionnelle en théorie analytique des nombres).
- φ (phi minuscule) est aussi utilisée pour dénoter un angle : les coordonnées sphériques d'un point sont généralement notées {r (ou ρ), θ, φ}.
- Ω (oméga majuscule) désigne un angle solide, et parfois utilisée pour désigner le centre d'un cercle.
- ω (oméga minuscule) est utilisée pour désigner l'affixe du centre Ω d'un cercle.

### Opérateurs, symboles
- δ (delta minuscule) peut désigner :
  - le symbole de Kronecker ;
  - la distribution de Dirac.
- Δ (delta majuscule) peut désigner :
  - le discriminant d'un polynôme ;
  - le déterminant d'une matrice carrée ;
  - l'opérateur laplacien, très utilisé en physique.
- ε (epsilon minuscule), la première lettre du mot grec ἐστί (« (il) est »), a été utilisée dès 1890 par Giuseppe Peano pour décrire la propriété d'appartenance d'un élément à un ensemble. Ce n'est qu'après 1910 que le symbole a été stylisé pour prendre sa forme actuelle, ∈, basée sur la forme lunaire de l'epsilon, ϵ (voir également la page allemande).
- λ (lambda minuscule) est utilisé dans le lambda-calcul.
- Π (pi majuscule) est utilisé pour dénoter l'opérateur produit « ∏ » (Unicode $220F), qui désigne le produit d'éléments : ainsi {\displaystyle \prod _{i=1}^{n}a_{i}} signifie « produit des éléments {\displaystyle a_{i}} pour i allant de 1 à n » (voir aussi l'opérateur somme, ci-dessous).
- Σ (sigma majuscule) est utilisé pour dénoter l'opérateur somme « ∑ » (Unicode $2211), qui désigne une somme d'éléments : ainsi {\displaystyle \sum _{i=1}^{n}a_{i}} signifie « somme des éléments {\displaystyle a_{i}} pour i allant de 1 à n » (voir aussi l'opérateur produit, ci-dessus).

### Probabilités et statistique
- µ (mu minuscule) désigne la moyenne d'une variable aléatoire réelle, singulièrement lorsqu'elle obéit à la loi normale
- ρ (rho minuscule) est utilisée pour définir le coefficient de corrélation, théorique ou (plus rarement) observé, entre deux séries de données.
- σ (sigma minuscule) désigne l'écart type, soit la racine carrée de la variance, qui mesure la dispersion d'une variable aléatoire réelle.
- χ (chi minuscule) est utilisée pour désigner une loi de probabilité (loi du χ²) dérivée de la loi normale.
- Ω  (oméga majuscule) désigne l'événement certain (ou l'univers) en probabilités.

### Système duodécimal
- α, β (alpha minuscule, bêta minuscule) désignent parfois les chiffres 10 et 11 dans le système duodécimal (qui sont aussi parfois notés (10) et (11)).

### Symboles généraux aussi utilisés en physique
- Δ (delta majuscule) est utilisée pour le symbole d'incrément ∆ (Unicode $2206), qui se lit donc delta et est utilisée pour désigner une droite géométrique, ou un intervalle, ou encore une variation. Exemple : ∆t (delta t) désigne une durée, ∆P (delta P) une variation de pression.

## En physique

### Constantes
- α (alpha minuscule) désigne la constante de structure fine (électromagnétique).
  - αG désigne la constante de structure fine gravitationnelle.
- ε0 désigne la permittivité du vide ou constante électrique.
- μ0 désigne la perméabilité magnétique du vide ou constante magnétique.
- σ (sigma minuscule) désigne la constante de Stefan-Boltzmann.

### En astronomie et en cosmologie
- L'ensemble des lettres minuscules de l'alphabet grec est utilisé pour désigner les étoiles dans le système de désignation de Bayer. Par exemple, Alpha Centauri (α Cen), Gamma Cephei (γ Cep), Epsilon Eridani (ε Eri).
- α (alpha minuscule) s'utilise aussi pour noter l'ascension droite d'un astre, (δ étant sa déclinaison, voir ci-dessous), c'est-à-dire la première de ses coordonnées équatoriales.
- γ (gamma minuscule) est aussi utilisé pour noter le point vernal (point gamma ou « point γ ») ; ce point sert de référence dans la définition des coordonnées, dans le système de coordonnées équatoriales.
- δ (delta minuscule) s'utilise aussi pour noter la déclinaison d'un astre, voir α ci-dessus).
- Λ (lambda majuscule) désigne la constante cosmologique, un des paramètres utilisés pour décrire l'évolution de l'univers.
- Ξ (ksi majuscule) désigne la compacité d'un astre, c'est-à-dire le rapport entre son rayon de Schwarzschild (le rayon qu'aurait un objet de même masse s'il était un trou noir) et sa taille réelle.
- ϖ (variante de pi minuscule) désigne la longitude du périastre, un des éléments orbitaux : ϖ = ω + Ω.
- ω (oméga minuscule) désigne l'argument du périastre, un des éléments orbitaux.
- Ω (oméga majuscule) désigne la longitude du nœud ascendant, un des éléments orbitaux.

### En chimie
- γ (gamma minuscule) désigne le coefficient d'activité en thermochimie ;
- Δ (delta majuscule) au-dessus d'une flèche dans l'équation d'une réaction signifie qu'elle est effectuée en chauffant ;
- δ (delta minuscule) désigne le déplacement chimique en résonance magnétique nucléaire
- Η (êta majuscule) désigne la fonction Êta du théorème H (théorème "Êta") de Ludwig Boltzmann, dans le cadre de la théorie cinétique des gaz ;
- θ (thêta minuscule) désigne une température en degré Celsius. Par exemple : θéb(cyclohexane) = 81 °C. Ce symbole est principalement utilisé pour distinguer la température relative (en degré Celsius) et température absolue (en kelvin, désignée par T) : θ (°C) = T (K) - 273,15 ;
- Κ (kappa majuscule) désigne l'indice Kappa, qui estime la quantité de produits chimiques nécessaire, lors du blanchissage de la pulpe de bois, pour obtenir une pâte à papier ayant un degré donné de blancheur ;
- μ (mu minuscule) désigne le potentiel chimique en thermochimie.
- ν (nu minuscule) désigne un coefficient stœchiométrique
- ξ (ksi minuscule) désigne l'avancement d'une réaction chimique.
- σ, π, δ et φ sont les différents types de liaisons chimiques covalentes.

#### Électrochimie
- λ (lambda minuscule) exprime la conductivité molaire ionique d'une espèce ionique telle que K+.
- σ (sigma minuscule) sert à désigner la conductivité de plusieurs espèces ioniques associées telles que K++Cl−. (Ce symbole se trouve par exemple dans la formule G = σ•S/l : La conductance G est égale à la conductivité σ multipliée par la surface des plaques électrolytiques et divisée par la distance entre les plaques ; ou encore dans la formule σ = Σ (λi•Ci) : la conductivité σ est égale à la somme des conductivités molaires λ (voir ci-dessus) des espèces multipliées par leur concentration molaire C).

### Enélectromagnétisme
- δ (delta minuscule) désigne la longueur de l'entrefer d'un matériau magnétique.
- ε (epsilon minuscule) désigne la permittivité (en particulier ε0 désigne la permittivité du vide).
- μ (mu minuscule) désigne la perméabilité magnétique (en particulier μ0 désigne la perméabilité magnétique du vide).
- σ (sigma minuscule) désigne la conductivité électrique.
- Φ (phi majuscule) désigne le flux magnétique ainsi que le flux électrique.
- Ψ (psi majuscule) est utilisé également pour le flux électrique, en particulier quand il est nécessaire de ne pas confondre son symbole avec celui du flux magnétique.

### En électricité et électronique
- α (alpha minuscule) sert à noter le coefficient de température d'un composant électronique ou électrique (résistance, condensateur, quartz, etc.)
- δ (delta minuscule) est utilisée pour noter l'angle de pertes (ou tangente delta) d'un diélectrique ou d'un condensateur ;
- ρ (rho minuscule) sert à désigner :
  - la résistivité,
  - la densité volumique de charge électrique ;
- σ (sigma minuscule) sert à désigner la conductivité électrique ;
- φ (phi minuscule) sert à noter le déphasage (ou phase à l'origine) d'un courant alternatif ou d'un signal sinusoïdal ;
- Ω (oméga majuscule) sert à désigner l'unité SI de résistance électrique, l'ohm (Unicode $2126).

### En mécanique
- α (alpha minuscule) désigne l'accélération angulaire ;
- ε (epsilon minuscule) est utilisé pour l'allongement relatif : ε = Δl/l ;
- η (êta minuscule) est souvent utilisée en mécanique des fluides pour désigner la viscosité dynamique ;
- λ (lambda minuscule) désigne couramment une longueur d'onde ;
- μ (mu minuscule) est utilisé :
  - en mécanique des fluides pour désigner la viscosité dynamique (comme η) ;
  - en dynamique pour désigner le coefficient de frottement (dynamique) ;
  - en statique μ0 sert aussi à désigner le coefficient de frottement statique ;
- ν (nu minuscule) est souvent utilisée en mécanique des fluides pour désigner la viscosité cinématique ;
- ρ (rho minuscule) ou μ (mu minuscule) désignent la masse volumique ;
- σ (sigma minuscule) est utilisé
  - pour désigner le moment cinétique ;
  - pour désigner la tension normale de traction ou de compression ;
- χ (chi minuscule) est utilisée pour désigner un coefficient de compressibilité (thermodynamique et ondes) ;
- Ω (oméga majuscule) désigne en dynamique une vitesse angulaire de précession ;
- ω (oméga minuscule) désigne une vitesse angulaire.

### En mécanique quantique
- Ψ (psi majuscule) désigne une fonction d'onde (|Ψ(r)|² est alors la densité de probabilité de présence).
  - Θ (thêta majuscule) désigne sa partie angulaire lorsqu'elle est décrite en coordonnées sphériques.

### En optique et ondes
- α désigne des angles : d'incidence, de réflexion, de réfraction ;
- λ (lambda minuscule) désigne une longueur d'onde ;
- ν désigne une fréquence, tant d'une onde que la fréquence propre d'un objet (corde par exemple) ;
- ξ (ksi minuscule) désigne une fonction d'onde : ξ = A sin(kx-ωt) ;
- σ (sigma minuscule), désigne un nombre d'onde ;
- ω (oméga minuscule) désigne une pulsation (fréquence ν multipliée par 2π).

### En physique nucléaire
- α (alpha minuscule) est utilisée pour noter une particule alpha, c'est-à-dire un noyau d'hélium 4 ;
- β (bêta minuscule) est utilisée sous les formes indexées β+ et β−, pour dénoter respectivement le positron et l'électron ;
- γ (gamma minuscule) est utilisée pour noter le rayonnement gamma, et par extension les photons de façon générale ;
- ε (epsilon minuscule) est souvent utilisée pour noter les captures électroniques ;
- σ (sigma minuscule), désigne la section efficace

### En thermodynamique
- α (alpha minuscule) désigne le coefficient de dilatation linéique ;
- β (bêta minuscule) désigne un coefficient équivalent à la température thermodynamique {\displaystyle T} (en kelvins) selon la formule {\displaystyle \beta ={\frac {1}{k_{B}T}}\ } où {\displaystyle k_{B}\ } est la constante de Boltzmann ;
- γ (gamma minuscule) désigne le coefficient de dilatation volumique ;
- θ (thêta minuscule) désigne la température Celsius (vs {\displaystyle T} pour la température absolue) ;
- λ (lambda minuscule) désigne la conductivité thermique ;
- {\displaystyle \nu } (nu minuscule en italique) désigne le volume massique ;
- φ (phi minuscule) sert à noter la densité de flux thermique ;
- Φ (phi majuscule) désigne le flux thermique.

### Symboles plus généraux
- η (êta minuscule) est utilisée pour désigner le rendement d'une transformation énergétique.
- ν (nu minuscule) est utilisé pour désigner une fréquence.
- τ (tau minuscule) désigne la constante de temps d'un système.
- ω (oméga minuscule) est utilisé pour désigner une pulsation : ω = 2 π ν avec ν la fréquence.

## En géographie
- λ (lambda minuscule) désigne couramment une longitude géographique.
- φ (phi minuscule) est utilisée pour noter une latitude géographique.

## En géologie
En géologie, les lettres grecques sont utilisées pour symboliser les roches, en particulier sur les cartes géologiques. Par exemple :
- α (alpha minuscule) : andésite ;
- β (bêta minuscule) : basalte ;
- γ (gamma minuscule) : granite ;
- ζ (zêta minuscule) : gneiss ;
- η (êta minuscule) : diorite ;
- θ (thêta minuscule) : gabbro ;
- ξ (ksi minuscule) : micaschiste ;
- ρ (rho minuscule) : rhyolite ;
- τ (tau minuscule) : trachyte,
  - τα : trachyandésite.

## Système international d'unités
- μ (mu minuscule) est utilisée sous la forme µ (Unicode $00B5) comme symbole du préfixe SI micro (qui représente un millionième d'unité). Par exemple, le symbole du micromètre est « µm » (1 µm = 10–6 m) et celui de la microseconde est µs (1 µs = 10–6 s).

## Pour approfondir